# Djurgårdens IF Fotboll 1936/1937
Djurgårdens IF Fotboll, spelade 1936/1937 i Allsvenskan, man kom på 11:e plats och åkte ur högsta ligan.
Med ett hemmapubliksnitt på 8334 blev Per Karlsson lagets bäste målskytt med 10 mål.